# Alfred Thoß
Alfred Thoß (* 13. März 1908 in Obergrochlitz; † 2. März 1991 in Bad Eilsen) war ein deutscher Historiker und Autor.

## Leben
Er war der Sohn eines Zimmermanns und wuchs in einem Vorort von Greiz auf. Nach dem Schulbesuch studierte er an der Universität Jena Geschichte, Deutsch und Leibeserziehung sowie Biologie. 1933 promovierte er mit einer Geschichte seiner Heimatstadt Greiz vor 1700, die 1990 nachgedruckt wurde, zum Dr. phil.
Thoß absolvierte ein Referendariat in Gera und trat 1933 der NSDAP (Mitgliedsnummer 2.889.346) bei. Er wurde Geschäftsführer des Bauernkontors der Nordischen Gesellschaft und Dozent an der Bauernhochschule in Goslar.
1936 war Alfred Thoß als SS-Untersturmführer in Skandinavien (SS-Nummer 153.988).
1944 ist er in Berlin nachweisbar, nach dem Zweiten Weltkrieg lebte er in Hamburg. Begraben liegt Alfred Thoß in der Ahnenstätte Conneforde.

## Werke (Auswahl)
- Die Geschichte der Stadt Greiz von den Anfängen bis zum Ausgang des 17. Jahrhunderts mit besonderer Berücksichtigung der Rechts-, Verfassungs- u. Wirtschaftsentwicklung (= Beiträge zur mittelalterlichen, neueren und allgemeinen Geschichte, Band 3), Jena: Fischer, 1933.
- Heinrich I. (919–936). Der Gründer des ersten deutschen Volksreiches, Goslar: Blut und Boden Verlag, 1936.
- Brücken zu heldischer Vergangenheit. In: Adolf Hitler – ein Mann und sein Volk. Sonderausgabe Illustrierter Beobachter, München: Franz Eher Nachfolger, 1936.
- Deutsches Bauerntum (= Volk an der Arbeit, Heft 4), Langensalza, Berlin, Leipzig: J. Beltz, 1937.
- Heimkehr der Volksdeutschen (= Schriftenreihe der NSDAP, Gruppe 3, Bd. 14), Berlin: Eher (Zweigniederlassung), 1941.
- (mit Emil Hoffmann): Der vierte Treck. Leistung und Heimkehr der Deutschen aus Bessarabien, Berlin, Leipzig: Nibelungen-Verlag, 1941.
- Waffen-SS im Kampf vor Leningrad (= Kriegsbücherei der deutschen Jugend, Heft 151), Berlin: Steiniger, [1944].